# Anne de Liedekerke
Anne de Liedekerke, eigenlijk Anne Eugénie Marie de Liedekerke de Pailhe-d'Oultremont, (Elsene, 16 september 1896 – Ukkel, 19 juli 1986) was een  Belgisch beeldhouwer, medailleur, schilder en tekenaar.

## Leven en werk
Gravin Anne d'Oultremont, lid van de familie D'Oultremont, was een dochter van graaf Henri François Marie d'Oultremont (1866-1914) en Alice Rosalie Adolphine barones Nothomb (1873-1942). Haar vader was majoor-stafadjunct bij de infanterie, hij sneuvelde tijdens de Slag om de IJzer. Anne trouwde zes jaar later met graaf Paul Marie Charles Raymond Ghislain de Liedekerke de Pailhe (1892-1963), lid van de familie De Liedekerke, wiens naam ze voerde. Ze kregen vijf kinderen en bewoonden het kasteel van Pailhe.
Ze kreeg haar kunstzinnige opleiding in praktijk in de ateliers van beeldhouwers Marnix D'Haveloose in Brussel, George Minne in Gent en Charles Despiau in Parijs. Anne De Liedekerke vond haar inspiratie in haar omgeving en het dagelijks leven en portretteerde onder meer haar kinderen en familieleden. Als beeldhouwster maakte ze bas-reliëfs, bustes, figuren en naakten. Ze exposeerde onder andere in Namen (1917) in het Paleis voor Schone Kunsten in Brussel (1938), in het Rijksmuseum Amsterdam (1940), tijdens openluchttentoonstellingen bij het Erasmushuis in Anderlecht (1948, 1952, 1954) en tijdens internationale medailletentoonstellingen in Madrid (1952) en Rome (1953). Ze bracht een bundel uit met 10 litho's naar tekeningen die zij in Assisi had gemaakt.
Tijdens de Tweede Wereldoorlog nam Anne met de vier jongste kinderen intrek in Castel de l'Array in Pau in de westelijke Franse Pyreneeën. Haar echtgenoot bleef toezicht houden op de Belgische bezittingen. Hun oudste zoon James was vrijwillig sergeant in het Geheim Leger. Anne De Liedekerke werd met haar dochter Isabelle actief in het verzet en was onderdeel van een Frans-Spaans netwerk dat geallieerde piloten, Joden en onderduikers hielp. Ze ontving voor haar verdiensten onder meer de Verzetsmedaille, het Oorlogskruis en de Medal of Freedom. Ze was in 1948 een van de Belgische afgevaardigden naar een vredescongres in Wrocław (Polen).
Anne de Liedekerke overleed op 89-jarige leeftijd.

## Enkele werken
- 1935 herm aan een grote zuil voor het rosarium bij de wereldtentoonstelling van 1935 in Brussel. De Liedekerke en Josine Souweine maakten elk een herm, naar een ontwerp van Marcel Rau.
- 1949 herdenkingsmedaille voor het Chopinjaar
- 1950 medaille du Caillou, penning voor de Société Belge d'Etudes Napoléoniennes. Met de beeltenis van Napoleon Bonaparte en aan de keerzijde de hoeve La Ferme du Caillou, waar de keizer overnachtte aan de vooravond van de Slag bij Waterloo.[9]
- 1951 Matérnite, tekening in de collectie van het Musée d'Art Moderne de la Ville de Paris.[10]
- voor 1953 Régine, bronzen sculptuur in de collectie van het Centre national des arts plastiques.[11]
- 1955 drie bas-reliëfs voor de Normaalschool voor Meisjes in Laken.
- 1956 twee bas-reliëfs voor een fontein bij het casino van Namen.[12]
- 1958? Maria en de muilezel, beeld voor de kapel Onze-Lieve-Vrouw-ter-Muilen in Liedekerke.
- groot reliëf in de Spaanse tuin van Erpent-Val.[12]

## Erkenning
- Ridder in de orde van Orde van Leopold II
- Médaille de la Résistance
- Croix de Guerre Française
- Medal of Freedom